# Mary Mary
Pour le film de Mervyn LeRoy, voir Mary, Mary.
Mary Mary est un duo gospel américain originaire d'Inglewood, en Californie, formé par les sœurs Erica et Tina Campbell, qui mélange R'n'B et gospel.

## Biographie
Après quelques apparitions sur plusieurs BO de films, leur premier album Thankful, sorti en 2000, les propulse grâce au single Shackles (Praise You).
En 2002, Erica et Tina sortent leur second opus, Incredible.

### 2014 - aujourd'hui: hiatus de groupe et projets solo
En 2014, Erica Campbell sort un album solo intitulé Help, qui remporte le Best Gospel Album lors de la 57e édition des Grammy Awards. Son album de suivi intitulé Help 2.0 est sorti en mars 2015. Erica anime également une émission de radio du matin, Get Up! Matins avec Erica Campbell propriété de Radio One avec la comédienne Arlen « Griff » Griffin. En mai 2015, Tina a publié son premier album solo It's Personal. L’album coïncide avec la sortie de son mémoire I Need a Day to Pray.
En juillet 2016, Mary Mary sort un nouveau single intitulé Back to You de la future bande originale du film Ben-Hur. En août 2017, Tina a sorti une édition de luxe de son premier album, intitulé It’s Still Personal. En 2018, Mary Mary a fait leur réunion comme un duo sur le 2018 Stellar Awards sur 
TV One, jouant un medley de leurs succès.
Erica Campbell et son mari ont annoncé leur prochaine série en première sur TvOne. Cette annonce a été faite après que Mary Mary ait mis fin à son émission de téléréalité Wetv.
Le 3 mars 2019, Erica Campbell a annoncé sur Twitter que les fans peuvent s’attendre à de la nouvelle musique de Mary Mary en 2020.

### Vie privée
Les deux sœurs sont mariées à des hommes qui ont le même nom de famille, Campbell. En 2000, Tina épouse Teddy Campbell (en), qui était batteur pour American Idol. Il a une fille, Cierra, d’une relation antérieure. Ensemble, ils ont cinq enfants, Laiah Simone Campbell née le 9 septembre 2003, Meela Jane Campbell le 11 juin 2007, Glendon Theodore II le 20 octobre 2009. Leur plus jeune fils, Santana Campbell, est né le 4 août 2012.
Erica épouse le producteur de disques Warryn Campbell (en) le 26 mai 2001. Leur mariage fait l'objet du documentaire A Wedding Story de la chaîne de télévision TLC. Le 13 septembre 2004, Erica a donné naissance à leur premier enfant, Krista Nicole Campbell. Le 24 avril 2010, elle donne naissance à Warryn Campbell III. Elle a une fille, Zaya Monique Campbell, le 24 janvier 2012.
En 2014, Warryn et Erica Campbell ont lancé un programme local d’études bibliques à Los Angeles, en Californie. 
L’année suivante, Warryn est ordonné pasteur. En 2015, le couple fonde le California Worship Center, qui se réunit à North Hollywood (Los Angeles),.

## Discographie

### Albums
- 2000 : Thankful (Platine)
- 2002 : Incredible (Or)
- 2005 : Mary Mary
- 2006 : A Mary Mary Christmas
- 2008 : The Sound
- 2010 : We are the world (Haïti) apparition
- 2011 : Something Big (en)
- 2012 : Go Get It

## Récompenses musicales
2000/2001
- Grammy Awards pour le meilleur album de gospel contemporain : Thankful
- 3 Dove Awards
- 6 Stellar Awards
- Lady Of Soul Award
- Soul Of Train Award

2009
- Grammy Awards de la meilleure performance gospel pour le single Get Up

2013
- NAACP Image Awards : Meilleur album de gospel Go Get It et meilleur duo